# Trilux

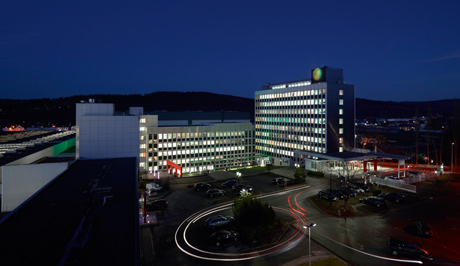
Hoofdkantoor van Trilux in Arnsberg

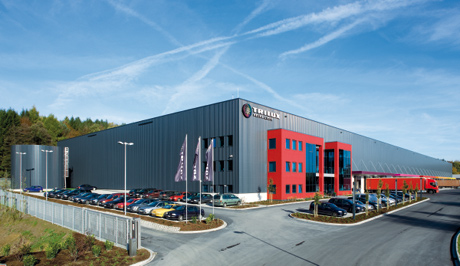
Het Europees distributiecentrum in Arnsberg

TRILUX GmbH & Co. KG is een internationaal familiebedrijf dat verlichtingsarmaturen en licht managementsystemen ontwikkelt en produceert en verlichtingsproducten aanbiedt.

## TRILUX GmbH & Co. KG
De hoofdzetel van de internationaal actieve onderneming bevindt zich in de Duitse stad Arnsberg, waar TRILUX momenteel ca. 1250 personeelsleden tewerkstelt. Naast de hoofdzetel in Arnsberg opende TRILUX in 2019 haar nieuwe 'Licht Campus' in Keulen. Ook Oktalite (retailverlichting) en Zalux (waterdichte armaturen) horen tot de TRILUX Group. Wereldwijd is de TRILUX-groep goed voor zo'n 5.000 arbeidsplaatsen. De naam TRILUX is geïnspireerd op een technische innovatie van het bedrijf: de zogenaamde buisarmatuur, die een driemaal groter lichtrendement heeft dan de traditionele gloeilamp. (tri [lat.] = drie, lux [lat.] = licht). 

## Geschiedenis
De onderneming werd opgericht in 1912 in Menden (Sauerland) door Wilhelm Lenze. Aanvankelijk hield ze zich bezig met de productie van toebehoren voor armaturen en eenvoudige buispendel- en wandarmaturen voor gas- en elektrische verlichting. De productie was ondergebracht in een bijgebouw van het woonhuis, zodat de maximumcapaciteit al snel bereikt was en er een nieuwe vestigingsplaats gezocht moest worden. De firma verhuisde in 1934 naar Arnsberg en het productieassortiment werd uitgebreid met armaturen voor woonruimten. In maart 1945 werden de productiehallen vernietigd door bommen.
In 1948 startten Wilhelm Lenze en zijn zonen Eberhard, Franz en Wilhelm het bedrijf opnieuw op. De onderneming werd groot in de jaren van het wirtschaftswunder door de productie van technische armaturen voor fluorescentielampen die werken op laagspanning ("buisarmaturen").
In 1949 werd de productie van armaturen voor gloeilampen volledig stopgezet, zodat er alleen nog buisarmaturen gefabriceerd werden. Door de stijgende vraag drong zich nogmaals een vergroting van de productiehallen op. Bovendien werd het productgamma uitgebreid met armaturen voor gasontladingslampen en straatarmaturen. 
Prof. dr. Ludwig Erhard, de toenmalige Duitse minister van Economie en protagonist van het Duitse wirtschaftswunder, hield een feestrede tijdens het grote jubileum ter gelegenheid van het 50-jarig bestaan in 1962. 75 jaar na de oprichting van de onderneming (1987) werd in de administratieve gebouwen het TRILUX-lichtinformatiecentrum gecreëerd, dat naast een voorstelling van talrijke producten en innovatieve verlichtingsoplossingen ook een hoorzaal met 100 zitplaatsen omvat.
Door de overname van het bedrijf Zalux S.A. in Zaragoza werden de activiteiten van de onderneming uitgebreid met technologie voor vochtige ruimten. Sinds 2016 is ook de TRILUX Akademie - het centrale opleidingscentrum van de onderneming - actief in de Benelux. Het aanbod omvat zowel seminars, lezingen, conferenties en fabrieksbezoeken voor partners en klanten van de onderneming als kwalificerende en voortgezette opleidingen voor medewerkers. Inmiddels staat TRILUX in de markt bekend als aanbieder van lichtoplossingen die verder gaan dan enkel een armatuur. Aanvullende services zoals lichtplanning, montage, financiering, installatie en onderhoud horen bij het dienstenpakket van de Duitse fabrikant. Ook aanvullende intelligente systemen zoals het licht managementsystemen LiveLink, sensoren, beacons en cloud based services behoren inmiddels tot het portfolio van TRILUX. 

## Activiteiten
TRILUX-producten worden wereldwijd gebruikt in de volgende toepassingsgebieden:
- kantoren en administratieve gebouwen
- Logistieke en industriële hallen
- scholen en universiteiten
- winkelpassages en winkels
- klinieken en ziekenhuizen
- luchthavens en stations
- banken en financiële instellingen
- wegen, pleinen, groenvoorzieningen en voetgangerszones

## TRILUX Medizintechnik
Ook op het gebied van de medische techniek was TRILUX een drijvende kracht achter de vooruitgang. In 1963 werd het productgamma uitgebreid met installatie-eenheden voor ziekenkamers. Deze eenheden leveren niet alleen verlichting aan de bedden, maar ook sterk- en zwakstroom en medische gassen. Tegenwoordig telt het zogenoemde "Werk II" 120 medewerkers. De productportfolio omvat naast kameruitrusting voor zogenoemde normale verpleging (marktleider in Duitsland) ook uitrusting voor intensivecareafdelingen en operatiekamers. Op de beurs (economie) Medica 2006 stelde TRILUX Medizintechnik voor het eerst zijn led-leesarmatuur voor ziekenkamers en zijn led-operatiearmatuur voor. In 2015 werd TRILUX Medical verkocht aan MGI Deutschland Holding GmbH en sindsdien maakt het dus niet langer deel uit van de TRILUX Group.

## TRILUX Internationaal
De armaturen producent kent ook een gigantische internationale expansie. De eerste ondernemingen voor de verkoop van armaturen aan buurlanden werden reeds eind de jaren 1950 opgericht. Beetje bij beetje zagen in heel Europa TRILUX-verkoopmaatschappijen het licht. Tegenwoordig maken wettelijk onafhankelijke ondernemingen in Oostenrijk, België, Zwitserland, de Tsjechische Republiek, Spanje, Frankrijk, Groot-Brittannië, Hongarije, Italië, Nederland, Noorwegen, Polen en Slowakije deel uit van de TRILUX-groep. Distributeurs in onder andere Zuidoost-Azië, het Midden-Oosten, de Verenigde Staten, Australië en Nieuw-Zeeland zorgen ervoor dat ook de rest van de wereld gebruik kan maken van de producten en diensten van TRILUX.

## Sponsoring
TRILUX is altijd nauw betrokken geweest bij sponsoring van met name de diverse raceklasses. Zo was TRILUX een van de hoofdsponsors in de raceserie Deutsche Tourenwagen Masters (DTM) voor het seizoen 2007. De onderneming sponsorde de Oostenrijkse piloot Mathias Lauda, zoon van driemalig Formule 1-wereldkampioen Niki Lauda. Hij reed dit seizoen in het team TRILUX AMG Mercedes. Ook is TRILUX jarenlang verbonden geweest aan het Porsche Motorsport LMP1 team dat vele successen vierde tijdens de 24-uur van Le Mans. Inmiddels is TRILUX sinds begin dit seizoen nauw betrokken als technisch partner en sponsor van het Porsche Formule-E team. Het team dat in het seizoen 2019/2020 zijn debuut maakte in de Formula E. De coureurs in het debuutseizoen zijn de Duitser Andre Lotterer en Zwitser Neel Jani.